# Zanthoxylum megistophyllum
Zanthoxylum megistophyllum là một loài thực vật có hoa trong họ Cửu lý hương. Loài này được (Burtt) T.G. Hartley miêu tả khoa học đầu tiên năm 1966.